# LaRon Smith
LaRon De'Same Smith (Palm Bay, 20 dicembre 1993) è un cestista statunitense con cittadinanza americo-verginiana.